# Thyridella colliculus
Thyridella colliculus är en svampart som beskrevs av Sacc. 1895. Thyridella colliculus ingår i släktet Thyridella, divisionen sporsäcksvampar och riket svampar.   Inga underarter finns listade i Catalogue of Life.